# Ith

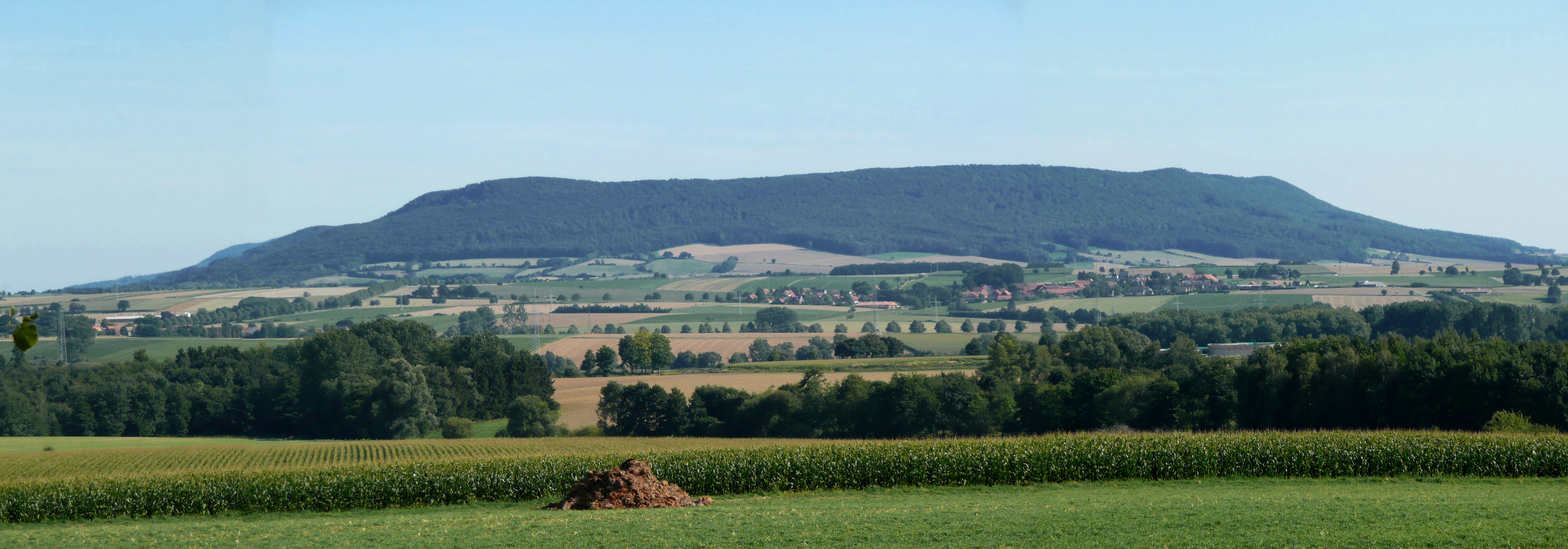
Blick vom Süntel auf die Nordwestseite des Ith

Der Ith [iːt] ist ein bis 439 m ü. NHN hoher Mittelgebirgszug in den niedersächsischen Landkreisen Hameln-Pyrmont und Holzminden in Deutschland. Er liegt rund 40 Kilometer südwestlich von Hannover und ist mit etwa 22 Kilometer Ausdehnung der längste Klippenzug Norddeutschlands.

## Geografie

### Lage
Der Ith schließt sich im Weser-Leine-Bergland nordwestlich an den Hils an und erstreckt sich in Nordwest-Südost-Richtung im Viereck der teils etwas entfernten Städte und Gemeinden Coppenbrügge im Norden, Salzhemmendorf im Osten, Eschershausen im Süden und Bodenwerder im Westen. Er liegt zwischen Coppenbrügge und Marienau im Norden, Lauenstein, Salzhemmendorf, der Domäne Eggersen, Ockensen, Wallensen, Fölziehausen und Capellenhagen im Osten, Holzen-Ith im Südteil und Holzen im Süden sowie Lüerdissen, Dielmissen, Hunzen, Halle, Dohnsen, Bremke, Harderode mit Haus Harderode, Bisperode und Bessingen im Westen. Insbesondere der Nordteil des Ith gehört zum Naturpark Weserbergland Schaumburg-Hameln.
Die Bäche des Ith geben ihr Wasser nach Westen über die Ilse, Hamel, Remte und Lenne in die Weser sowie nach Osten über die Saale in die Leine ab.
Der Mittelgebirgszug hat die Form eines Seepferdchens. Der nördliche Bereich, der die Umrisse eines tierischen Kopfes aufweist, wird im Volksmund als Ithkopf bezeichnet.

### Naturräumliche Zuordnung
Der Ith bildet in der naturräumlichen Haupteinheitengruppe Weser-Leine-Bergland (Nr. 37), in der Haupteinheit Alfelder Bergland (377) und in der Untereinheit Ith-Hils-Bergland (377.1) den Naturraum Ith (377.10). Nachbarn sind insbesondere der Naturraum Wallenser Senke (377.11) im Osten und der zur Untereinheit Eschershausener Senke (377.0) gehörende Naturraum Bisperoder Senke (377.01) im Westen.

### Erhebungen

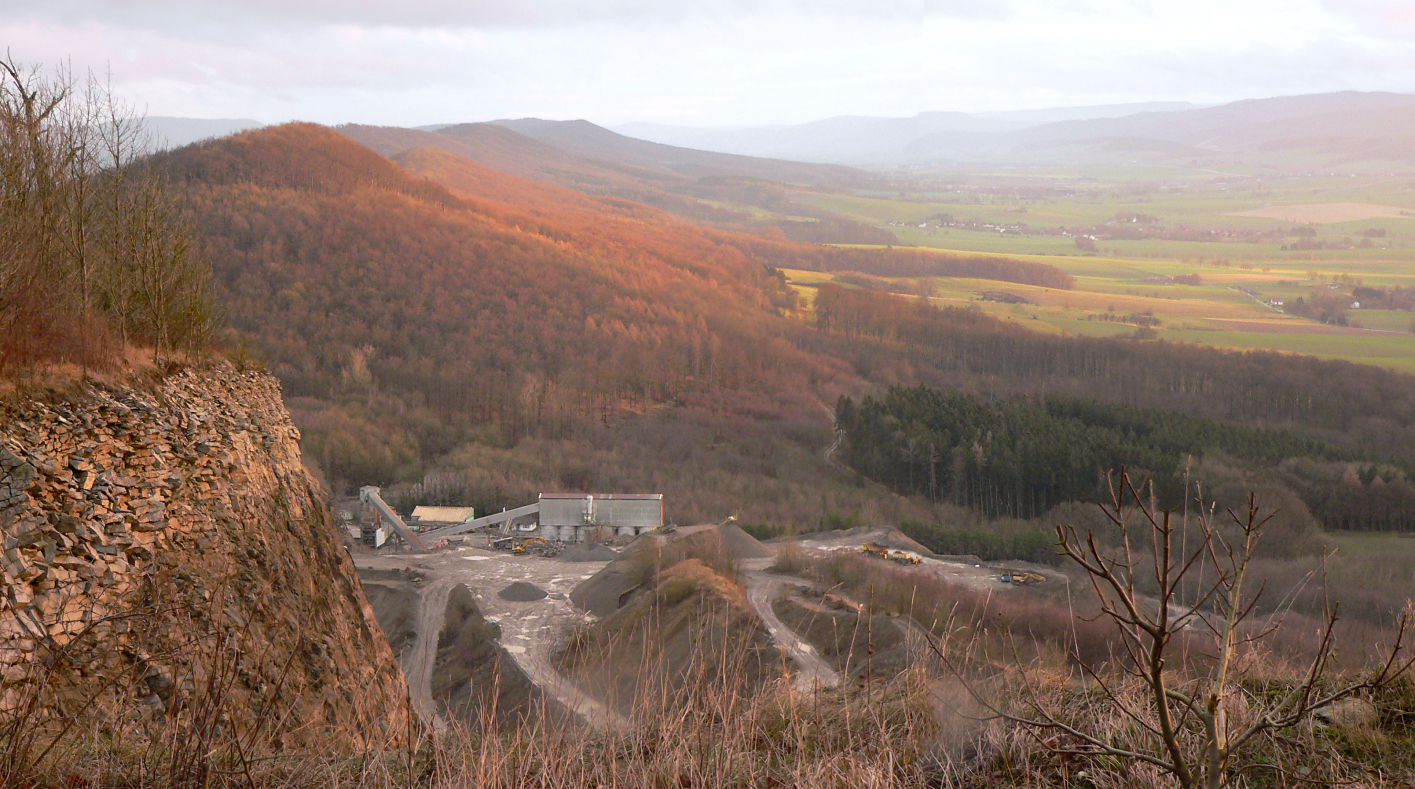
Blick auf den bewaldeten Ithkamm mit Steinbruch am Lauensteiner Pass

Der höchste Berg des bewaldeten Ith ist der Lauensteiner Kopf (439 m), der sich im Krüllbrink genannten Nordteil des Ith befindet. Auf ihm steht der Ithturm genannte Aussichtsturm.
Dieser Berg, weitere Erhebungen, Klippen und deren Ausläufer des Ith sind – sortiert nach Höhe in Meter (m) über Normalhöhennull (NHN; wenn nicht anders genannt laut):
- Lauensteiner Kopf (ca. 439 m), im Krüllbrink zwischen Bisperode und Lauenstein; mit Ithturm (AT)
- Hunzener Klippen (ca. 412 m), bei Hunzen
- Oberberg (ca. 407 m[4]), zwischen Coppenbrügge und Lauenstein; u. a. mit dem Falkenstein (ND)
- Rothestein (ca. 395 m), zwischen Holzen und Holzen-Ith; mit Flugplatz Ithwiesen und Rothesteinhöhle
- Eggerser Berg (ca. 380 m), zwischen Bremke und Domäne Eggersen
- Hohenstein (307,2 m[4]), zwischen Lauenstein und Marienau
- Krähenberg (ca. 270 m), bei Lauenstein
- Dornbrink (ca. 233 m), bei Lauenstein

## Geologie

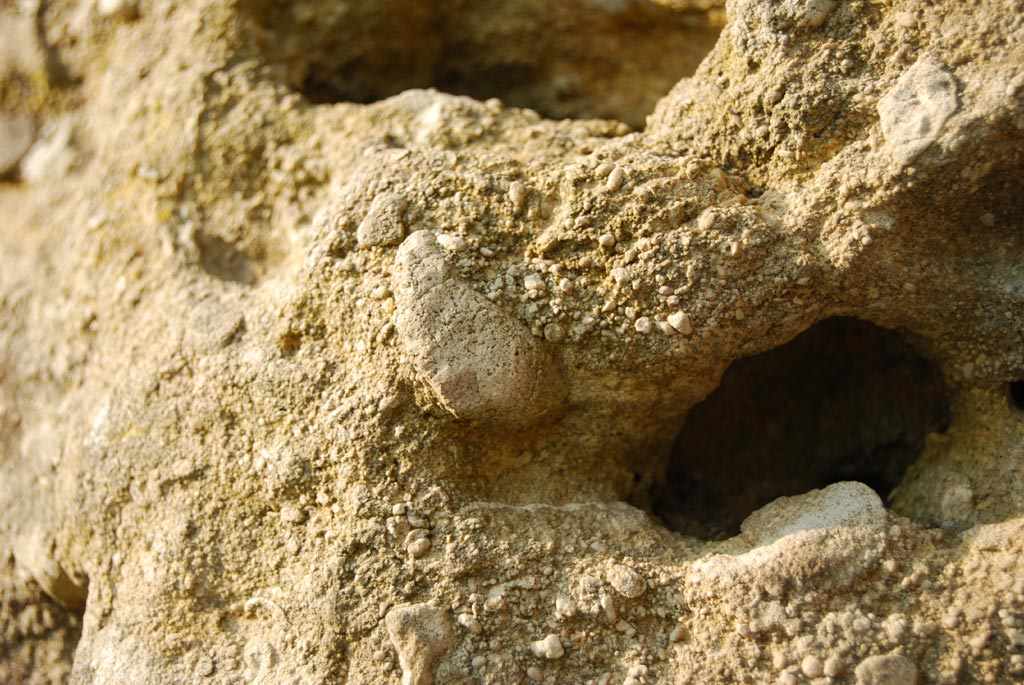
Felsdetail

Der Gebirgszug ist geprägt von teilweise fossilienreichen Jura-Kalken. Bekannt ist der harte, teilweise dolomitisierte Korallenoolith-Kalk aus dem oberen Jura, der die zur Westseite hin ausgeprägten, teils weithin sichtbaren Klippen als durchgehende Schichtrippe bildet. Der Sockel des Höhenzuges besteht aus Gesteinen des mittleren Jura.
Gebildet wurde der Ith, wie auch der Thüster Berg, durch Reliefumkehr, bei der die jurassischen Sedimente der Hilsmulde aus dem umgebenden Gestein als Erhebungen herauspräpariert worden sind.
Im Ith sind mehrere Höhlen bekannt, die von archäologischer Bedeutung sind. Dazu gehören die Kinderhöhle, die Nasensteinhöhle, die Rothesteinhöhle, die Soldatenhöhle und die Töpferhöhle.

### Steinbrüche

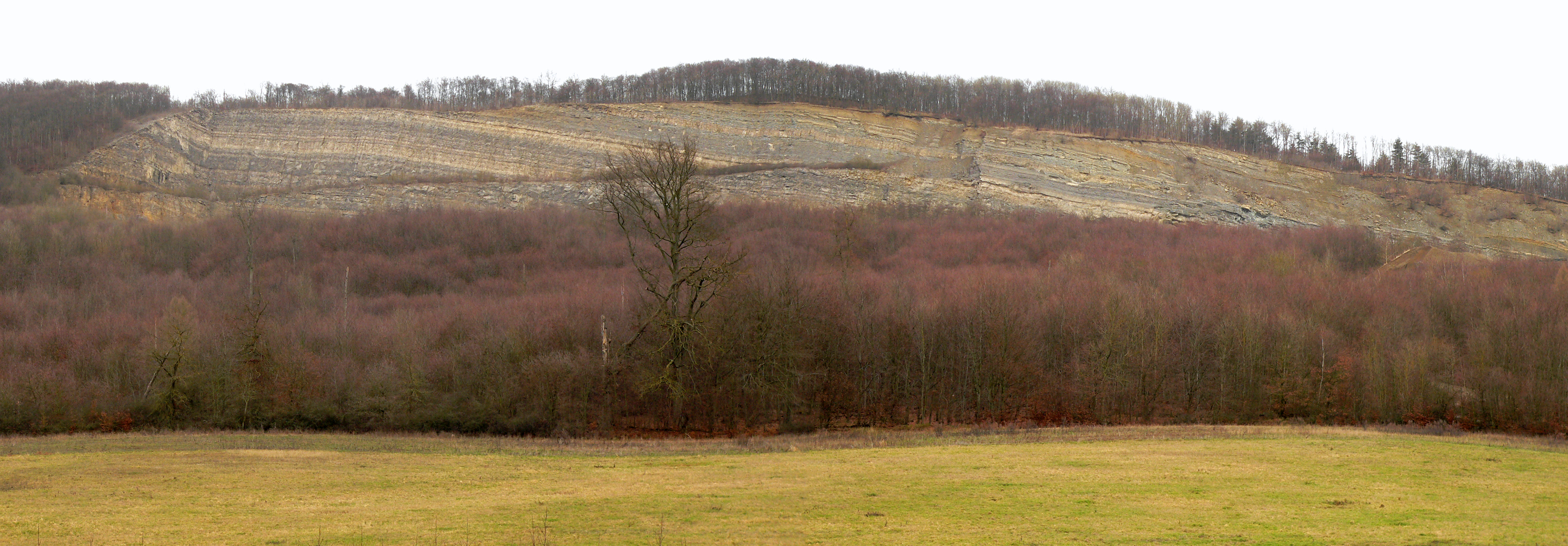
Abbruchkante des Steinbruchs am Lauensteiner Pass

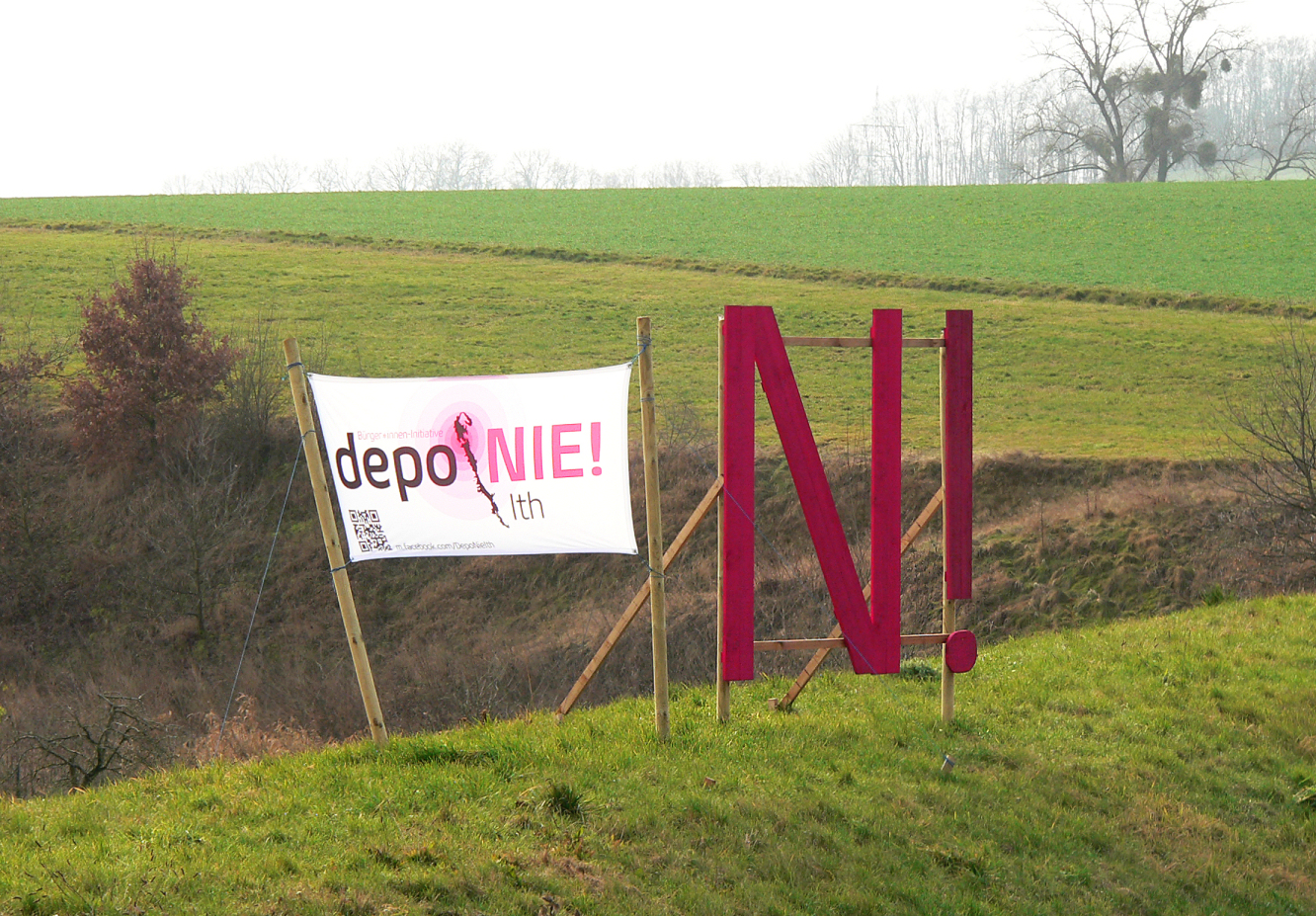
Rosa N als Protestsymbol der Bürgerinitiative DepoNIE Ith

Im Gebirgszug gibt es einige alte, vorwiegend kleine Steinbrüche. Ein großer, seit 1937 bestehender und mittlerweile ausgebeuteter Steinbruch existiert bei Bisperode am Lauensteiner Pass. Seitens des abbauenden Unternehmens gibt es Pläne, die rund 20 Hektar große Fläche in den nächsten Jahrzehnten als Deponie mit Bauschutt zu verfüllen und damit das frühere Landschaftsbild teilweise wiederherzustellen. Gegen dieses Vorhaben bildete sich 2019 eine Bürgerinitiative unter der Bezeichnung DepoNIE Ith, die eine Gefährdung des Trinkwassers durch die abgelagerten Stoffe und ein erhöhtes Verkehrsaufkommen befürchtet. Sie reichte 2019 eine von 9000 Personen unterzeichnete Online-Petition beim Niedersächsischen Landtag ein und stellt als Protestsymbol in der Gegend großformatige, rosafarbene „N“'s auf.

## Naturschutz
Große Gebiete des Ith stehen als Naturschutzgebiete Ith, Ithwiesen, Naturwald Saubrink/Oberberg und Pöttcher Grund sowie, im Rahmen von Natura 2000, als zusammenhängendes und über 3655 ha großes FFH-Gebiet Ith mit der laufenden Nr. 114 unter Schutz.

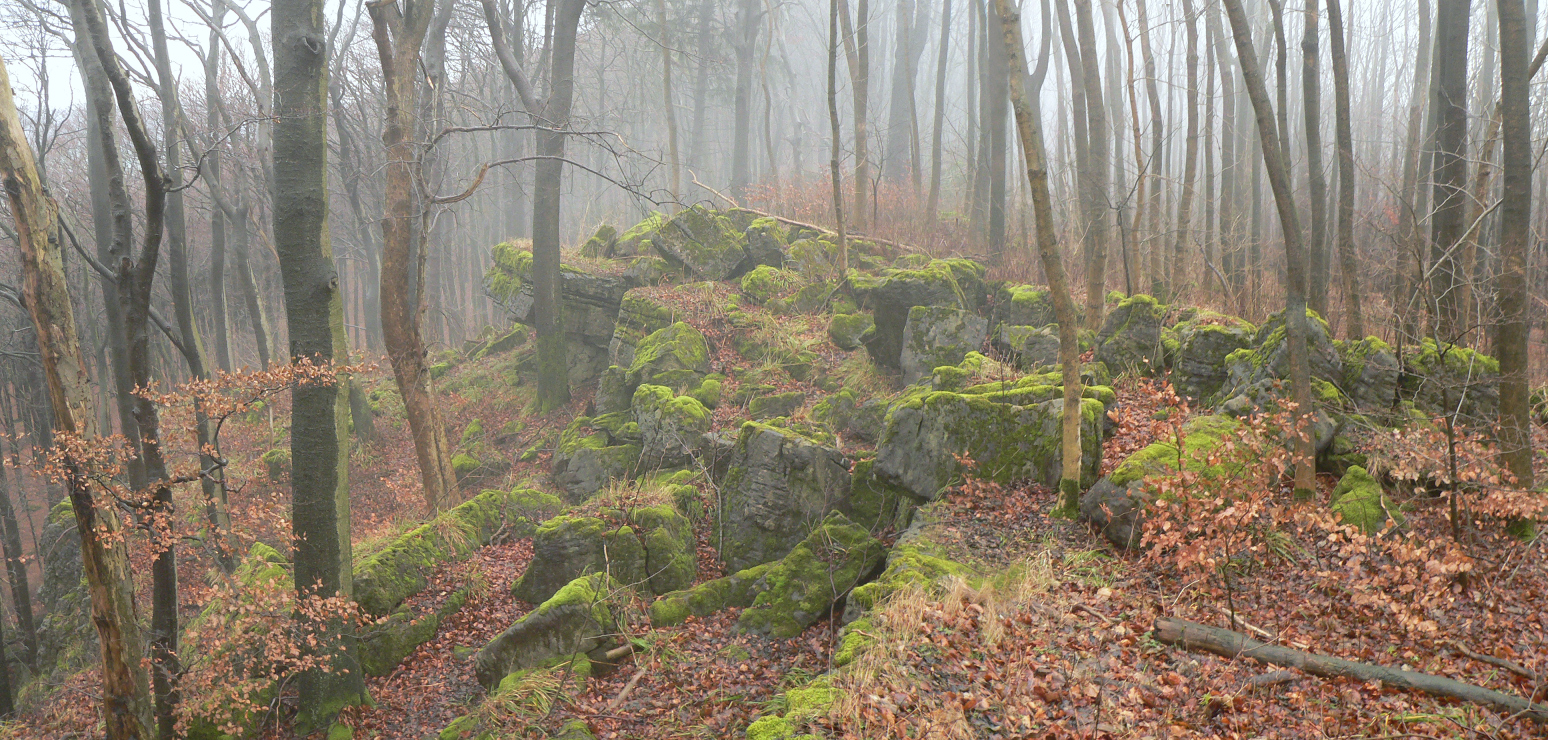
Steine und Felsen auf dem Ithkamm

Bedeutend für den Naturschutz sind die Vorkommen unterschiedlicher Typen naturnaher Kalkbuchenwälder mit artenreicher Flora und Fauna. Etliche Orchideen kommen hier noch kleinflächig vor, und vor allem an den freiliegenden Felsklippen und in den schattigen Klufthöhlen finden sich noch seltene Blaugrasrasen sowie bedrohte Moos- und Farngesellschaften.
Des Weiteren sind die Hänge des Ith bekannt für eines der größten Vorkommen magerer Glatthaferwiesen im Weserbergland. Baumgruppen, Höhlen und Felsspalten am Ith sind Nacht- und Winterquartiere für Fledermäuse, unter anderem für das Große Mausohr. Als bedeutende Brutvogelarten sind unter anderem Rotmilan, Uhu und Grauspecht zu nennen.
Historisch interessant für den Naturschutz in Deutschland ist der Ort Lauenstein mit der Burgruine Lauenstein im nördlichen Ith. In Lauenstein lebte im 19. Jahrhundert Ernst Rudorff, der wesentliche Grundlagen der frühen „Heimatschutz“-Bewegung entwickelte und 1904 den Bund Heimat und Umwelt in Deutschland gründete.

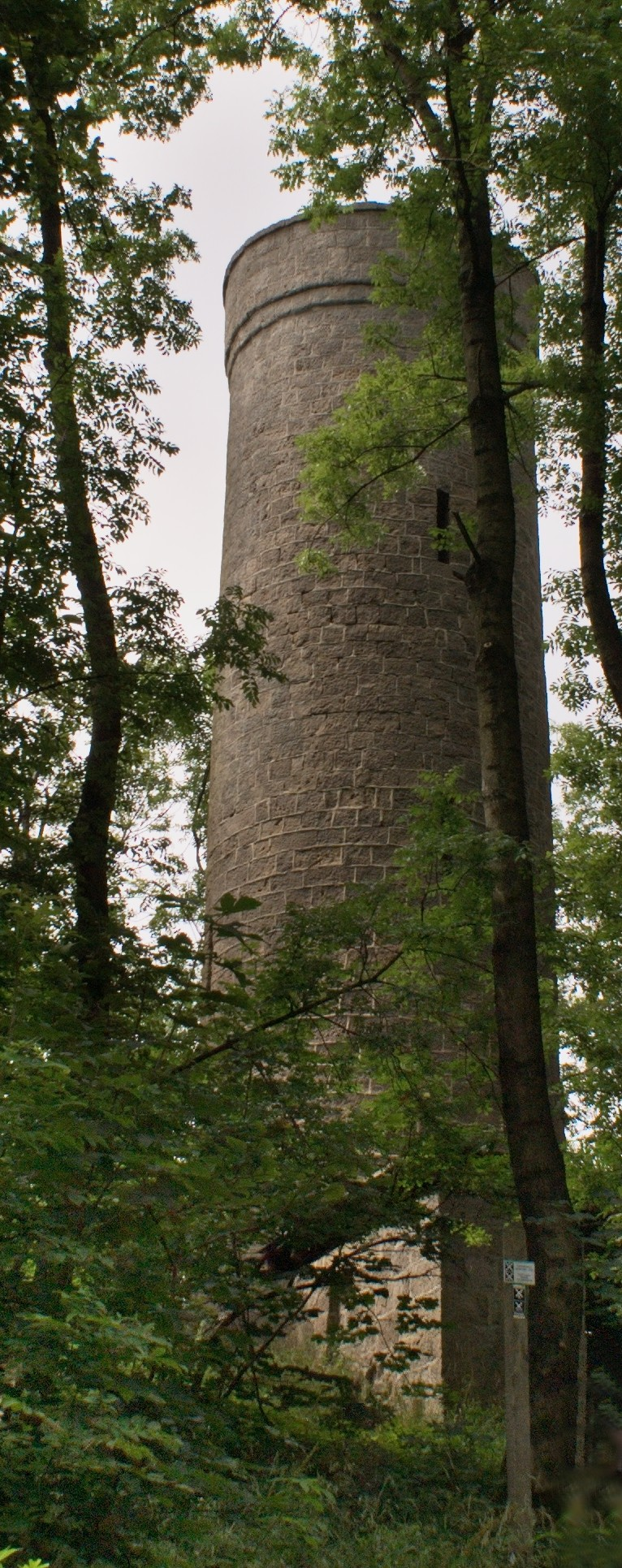
Der Ithturm im Bereich Krüllbrink (2007)
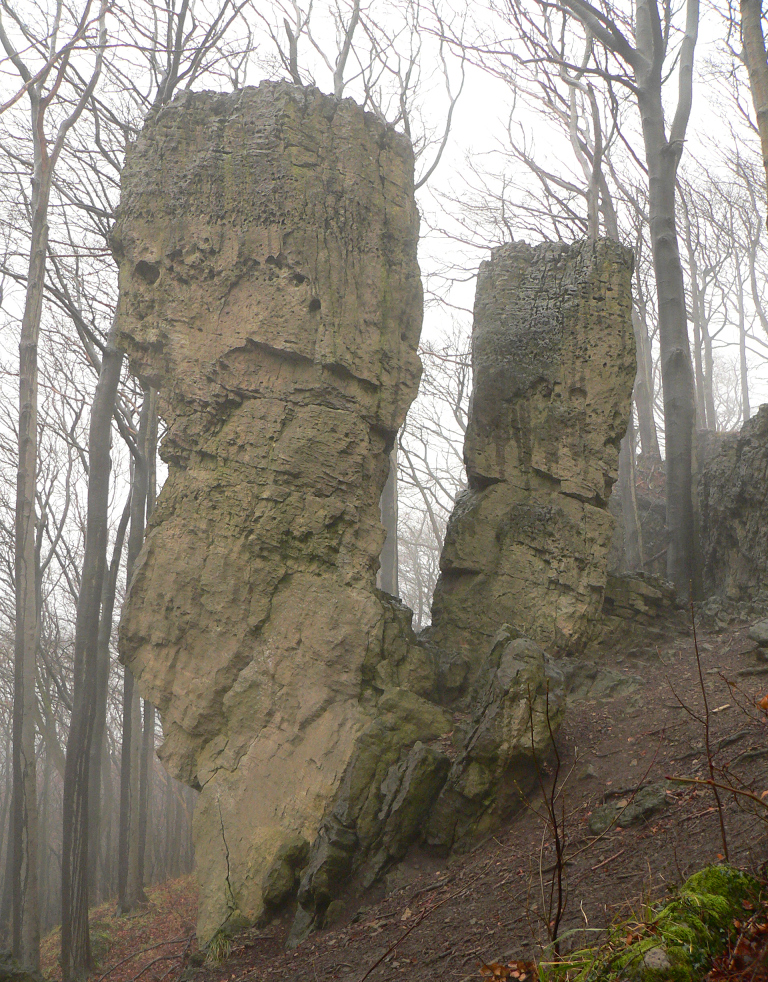
Adam-und-Eva-Klippen
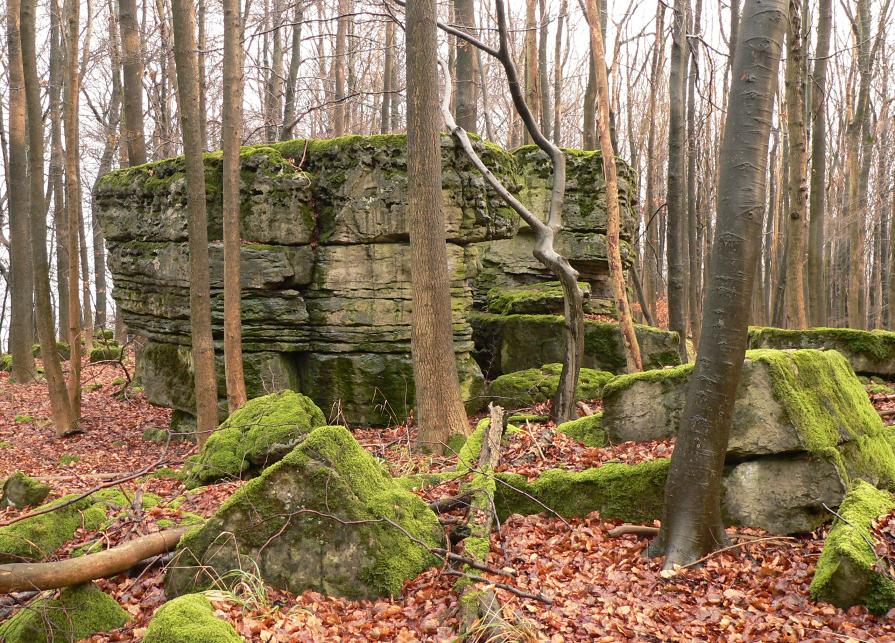
Steinblock auf dem Ithkamm
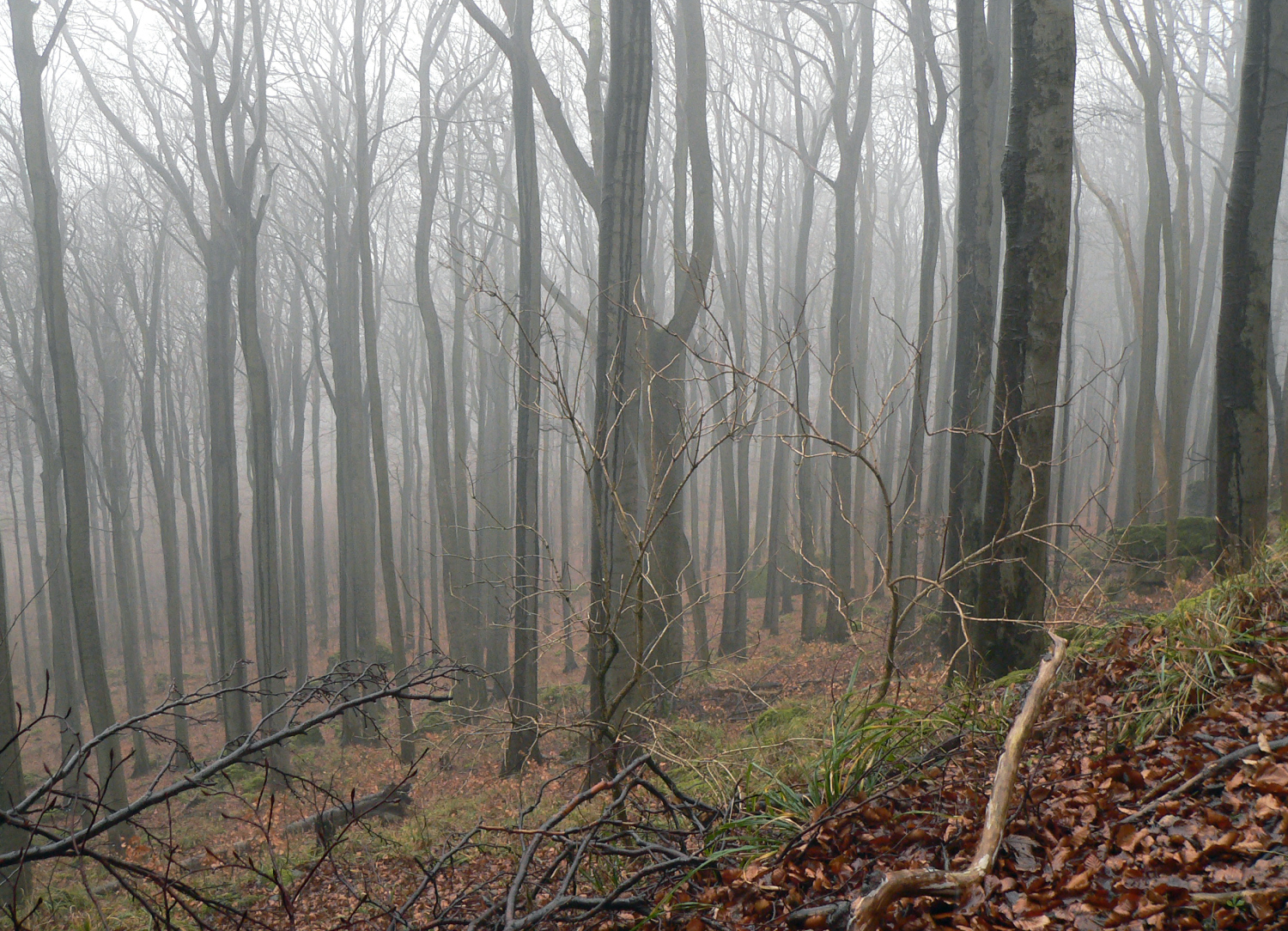
Hangwald am Ithkopf

## Sport und Tourismus

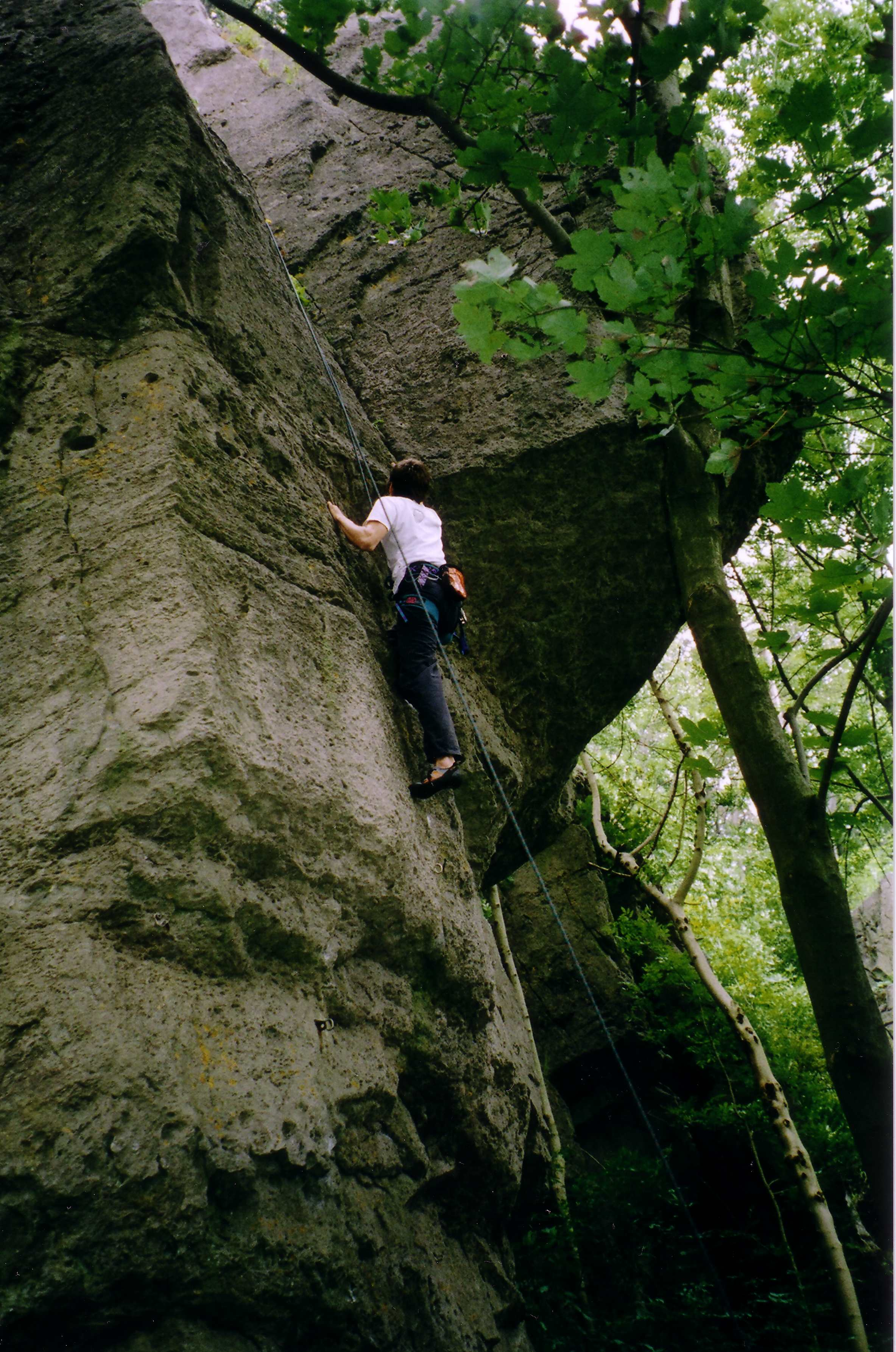
Kletterer an den Ithklippen (2005)

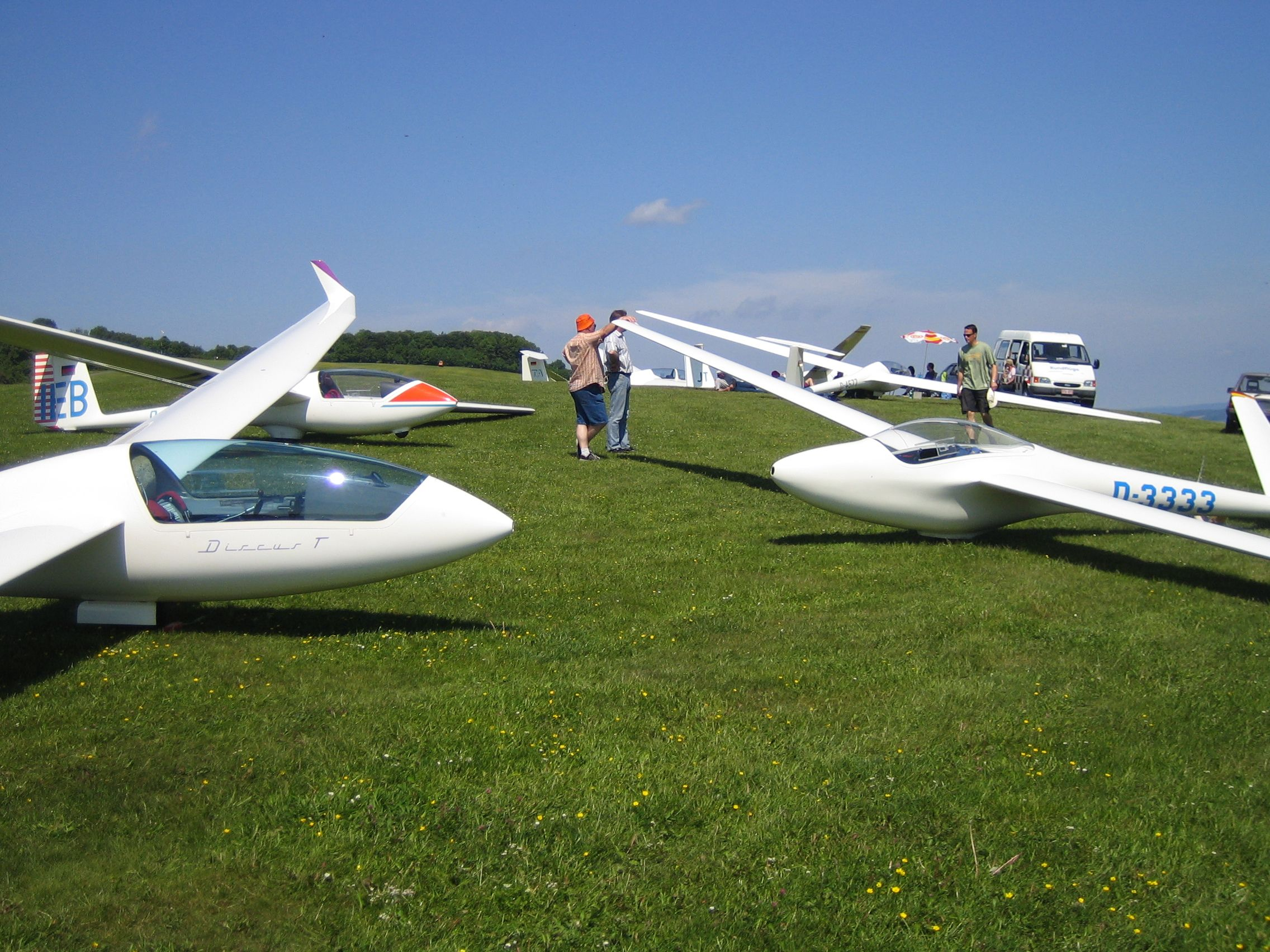
Segelflugzeuge auf den Ithwiesen (2009)

Der Ith ist ein touristischer Anziehungspunkt vor allem für Wanderer, Kletterer und Segelflieger. Viele Ausflügler zieht der Ith-Kammweg insbesondere zur Zeit der Frühlingsblüte wegen der ausgeprägten Anemonen- und Lerchensporn-Bestände an. Auf den Ithhöhen sind mehrere Wanderwege (z. B. Ith-Hils-Weg) gut gekennzeichnet. Der Abschnitt Bisperode–Holzen des Europäischen Fernwanderwegs E11 verläuft über den Ithkamm.
Von den zahlreichen und markanten Felsformationen („Klippen“) entlang des Ithkamms ist ein Teil zum Klettern freigegeben. Mit den bis zu 30 Meter hohen Lüerdissener Klippen und vielen weiteren Felsen gilt der Ith als das am stärksten besuchte Klettergebiet Niedersachsens. Fast alle Felsen werden mit Namen bezeichnet; so gibt es beispielsweise „Adam und Eva“, das „Kamel“, die „Teufelsküche“, einen „Mönchstein“, den „Krötenkopf“, den „Garwindelstein“ und viele andere mehr.

## Verkehr

### Straßen
Gequert wird der Ith von zwei Straßen: Im Norden von der Landesstraße 425, die etwa in Südwest-Nordost-Richtung vom nahe Harderode gelegenen Haus Harderode über den Lauensteiner Pass nach Lauenstein führt, und im Süden von der B 240, die von Lüerdissen über den Holzener Pass nach Capellenhagen verläuft.

### Flugplatz Ithwiesen
Am Südende des Höhenzugs, nördlich der Gemeinde Holzen – zu erreichen über den Holzener Pass (B 240) – liegt unterhalb des 395 Meter hohen Rothensteins der von der Luftsportvereinigung Ithwiesen genutzte Flugplatz Ithwiesen.
Ein Flugplatz besteht auf dem Ithkamm seit Anfang der 1930er Jahre. In der Zeit des Nationalsozialismus richtete das Nationalsozialistische Fliegerkorps in Holzen-Ith die „Reichssegelflugschule Ith“ ein. Viele Piloten erhielten dort bis zum Kriegsende ihre fliegerische Grundausbildung. Nach Kriegsende nutzte die britische Besatzungsmacht das Gelände als „Rest Center“, eine Art Erholungszentrum. 1949 übernahm der „AHQ Gliding Club“, dem auch bis zu 30 aktive Piloten der Royal Air Force angehörten, die Ausbildung auf dem Gelände. Am 6. April 1964 verließ die RAF die Stellung auf dem Ith und übergab diese der britischen Armee. 1971 wurde in diesen Gebäuden die erste Zivildienstschule Deutschlands eingerichtet, die „Zivildienstschule I“. Der heutige Flugplatz befindet sich etwas südöstlich des ursprünglichen Geländes und benutzt die alten Gebäude nicht mehr.
Am Ith, allerdings nicht direkt auf den Ithhöhen, existieren zwei weitere Segelfluggelände: das Segelfluggelände Hellenhagen in Halle-Bremke und das Segelfluggelände Bisperode-West in Bisperode.

### Absturz eines Bundeswehrhubschraubers 1979
Am 8. Juni 1979 befand sich ein Bundeswehr-Hubschrauber vom Typ SE.3130 Alouette II auf dem Flug von Truppenübungsplatz Putlos über Celle-Wietzenbruch nach Fritzlar. Gegen 14 Uhr kam es in rund 100 Metern Flughöhe zu einem Turbinenschaden, der Hubschrauber stürzte beim rund 400 Meter hohen Rothenstein auf den Ithflugplatz ab und explodierte. Der Pilot, Oberfeldwebel Klaus Masson von der Heeresfliegerstaffel 12 in Niederstetten, und der an Bord befindliche Kommandeur des Panzergrenadierbataillons 352 mit Standort Mellrichstadt, Oberstleutnant Ernst-August Rust, und ein Offizier des Stabes, Oberleutnant Reinhold Drescher, kamen dabei ums Leben. Seit dem 8. Juni 1987 wird der Opfer durch einen Gedenkstein auf dem Ith gedacht, die feierliche Einweihung der Gedenkstätte erfolgte am 10. September 1987. Das frühere Panzerartilleriebataillon 15 in Stadtoldendorf übernahm die Patenschaft und Verantwortung für die Gedenkstätte.

### Absturz eines Kleinflugzeuges 2017
Am 8. Dezember 2017 prallte ein zweisitziges Kleinflugzeug vom Typ Aquila A 210 auf dem Weg von Osnabrück nach Braunschweig bei nebligem Wetter gegen eine Klippe des Ith, wobei der Pilot verstarb. Der Absturz wurde durch den Abbruch des Funkkontaktes und dem Verschwinden auf dem Radarschirm bei Fischbeck bemerkt, ohne dass die etwa 15 km weiter östlich liegende Absturzstelle bekannt war. Der Flugunfall führte zu einer der größten Suchaktionen im Landkreis Hameln-Pyrmont mit rund 400 Einsatzkräften von Polizei, Feuerwehr und THW unter Einsatz von Hubschraubern mit Wärmebildkameras, Rettungshunden und Drohnen. Das Flugzeugwrack wurde nach zwei Tagen von einem Jogger entdeckt.

## Weiteres
In der Zeit des Nationalsozialismus wurde bei Kriegsende das Zuchthaus Hameln evakuiert. Die Schutzstaffel (SS) startete am 5. April 1945 die Räumung des Gefängnisses und den Fußmarsch der Häftlinge zum Außenlager bei Eschershausen. Dieser Marsch wurde für viele Gefangene zu einem Todesmarsch entlang des Ith.